# Mạc Chiết Đại Đề
Mạc Chiết Đại Đề (tiếng Trung: 莫折大提; bính âm: Mòzhé Dàtí, ? - 524), dân tộc Khương, người Tần Châu  một trong những thủ lĩnh của phong trào Lục Trấn khởi nghĩa phản kháng nhà Bắc Ngụy.

## Sự nghiệp
Năm Chính Quang thứ 5 (524), Tần Châu thứ sử Lý Ngạn tỏ ra tham lam bạo ngược, binh sĩ là bọn Tiết Trân, Lưu Khánh liên kết nhân dân các dân tộc Hán, Khương, Đê,... trong thành Tần Châu khởi nghĩa, bắt giết Lý Ngạn. Mạc Chiết Đại Đề được cử làm thủ lĩnh, xưng Tần vương. Binh sĩ ở Nam Tần Châu  là bọn Trương Trường Mệnh, Hàn Tổ Hương, Tôn Yểm chiếm thành phản Ngụy, chém Thứ sử Thôi Du, tích cực hưởng ứng.
Đại Đề phái Bặc Triều đánh hạ trấn Cao Bình , giết Trấn tướng Hách Liên Lược và Hành đài Cao Nguyên Vinh. Cùng năm bệnh mất. Bộ thuộc do con trai thứ tư là Mạc Chiết Niệm Sinh thống lãnh.